# Peji
Peji (em fon,kpeji) ou pepelê (do iorubá pẹpẹ, no sentido de 'prateleira', 'altar' + le, no sentido de 'firme, rígido') é um local sagrado da cultura afro-brasileira, também chamado de Ilê Orixá (casa do Orixá) ou quarto de santo. Geralmente denominado altar, o pepelê é construído de madeira com entalhe artesanal ou alvenaria e ali são colocados os assentamentos dos Orixás. O acesso ao peji é restrito aos filhos da casa, não sendo permitida a entrada de estranhos.  
Na Umbanda,  o altar, onde são colocadas as imagens de santos (sincretismo religioso, é denominado congá . Fica na sala principal, onde são realizadas as cerimônias públicas.